# Woodway (Texas)
Woodway è un centro abitato degli Stati Uniti d'America situato nella contea di McLennan dello Stato del Texas.
La popolazione era di 8.452 persone al censimento del 2010. Fa parte dell'area metropolitana di Waco.

## Geografia fisica
Woodway è situata a 31°30′11″N 97°13′26″W (31.503066, -97.223812).
Secondo lo United States Census Bureau, ha un'area totale di 6,6 miglia quadrate (17.1 km²).

## Società

### Evoluzione demografica
Secondo il censimento del 2000, c'erano 8.733 persone, 3.382 nuclei familiari e 2.759 famiglie residenti nella città. Il 49,38% erano maschi e il 50,62% erano femmine. La densità di popolazione era di 1.324,1 persone per miglio quadrato (510,9/km²). C'erano 3.481 unità abitative a una densità media di 527,8 per miglio quadrato (203,6/km²). La composizione etnica della città era formata dal 93,71% di bianchi, il 2,23% di afroamericani, lo 0,21% di nativi americani, l'1,87% di asiatici, lo 0,05% di isolani del Pacifico, l'1,11% di altre razze, e lo 0,82% di due o più etnie. Ispanici o latinos di qualunque razza erano il 3,78% della popolazione.
C'erano 3.382 nuclei familiari di cui il 31,9% aveva figli di età inferiore ai 18 anni, il 75,1% aveva coppie sposate conviventi, il 5,1% aveva un capofamiglia femmina senza marito, e il 18,4% erano non-famiglie. Il 16,1% di tutti i nuclei familiari erano individuali e il 7,0% aveva componenti con un'età di 65 anni o più che vivevano da soli. Il numero di componenti medio di un nucleo familiare era di 2,58 e quello di una famiglia era di 2,88.
La popolazione era composta dal 23,9% di persone sotto i 18 anni, il 5,8% di persone dai 18 ai 24 anni, il 21,3% di persone dai 25 ai 44 anni, il 33,5% di persone dai 45 ai 64 anni, e il 15,6% di persone di 65 anni o più. L'età media era di 44 anni. Per ogni 100 femmine c'erano 97,5 maschi.
Il reddito medio di un nucleo familiare era di 70.139 dollari e quello di una famiglia era di 80.161 dollari. I maschi avevano un reddito medio di 57.363 dollari contro i 30.822 dollari delle femmine. Il reddito pro capite era di 36.306 dollari. Circa il 2,6% delle famiglie e il 2,8% della popolazione erano sotto la soglia di povertà, incluso il 2,7% di persone sotto i 18 anni e il 2,9% di persone di 65 anni o più.